# 好母親
《好母親》（英語：The Good Mother）是一部1988年美國劇情片，由伦纳德·尼莫伊執導，麥可·伯特曼（Michael Bortman）編寫劇本，黛安·基頓、連恩·尼遜、贾森·罗巴兹與拉爾夫·貝拉米主演。電影探討了青少年接觸性行為的感受和信念，並挑戰社會日益依賴法庭來解決複雜的私人和道德問題。
電影於1988年11月4日在美國上映。在影評界評價兩極。

## 演員
- 黛安·基頓飾演安娜·鄧洛普（Anna Dunlop）
- 連恩·尼遜飾演李歐·寇特（Leo Cutter）
- 贾森·罗巴兹飾演W·O·穆斯（W. O. Muth）
- 拉爾夫·貝拉米（英语：Ralph Bellamy）飾演法蘭克（Frank）
- 特雷莎·赖特飾演艾莉諾（Eleanor）
- 詹姆斯·諾頓（英语：James Naughton）飾演布萊恩·鄧洛普（Brian Dunlop）
- 艾西亞·維埃拉（英语：Asia Vieira）飾演莫莉·鄧洛普（Molly Dunlop）
- 喬·蒙頓（英语：Joe Morton）飾演法蘭克·威廉斯（Frank Williams）
- 弗雷德·邁拉麥德飾演佩恩醫生（Dr. Payne）
- 凯蒂·萨加尔飾演烏蘇拉（Ursula）
- 柴克瑞·班寧（英语：Zachary Bennett）飾演年輕的鮑比（Young Bobby）
- 麥特·戴蒙飾演臨時演員（未掛名）

## 外部連結
- 互联网电影数据库（IMDb）上《好母親》的资料（英文）
- 爛番茄上《好母親》的資料（英文）
- Box Office Mojo上《好母親》的資料（英文）